# Conclave de 1939
El Conclave papal de febrer de 1939 va ser un conclave convocat després de la mort del papa Pius XI el 10 de febrer de 1939. En ell, va ser elegit com el seu successor el cardenal Eugenio Maria Giovanni Pacelli, qui va prendre el nom de Pius XII.

## Situació del Col·legi Cardenalici
El febrer de 1939, hi havia un total de seixanta-dos cardenals, tots ells amb dret d'elecció del nou pontífex que foren convocats al conclave que s'esdevingué a Roma l'1 i el 2 de març següent, i tots hi assistiren. Entre ells hi havia el cambrilenc Francesc d'Assís Vidal i Barraquer, cardenal del títol de S. Sabina, arquebisbe de Tarragona, que aleshores vivia exiliat a Itàlia, i el ribetà Isidre Gomà i Tomàs, cardenal del títol de S. Pietro in Montorio, arquebisbe de Toledo.
A la tercera votació, el segon dia de conclave, fou elegit papa l'italià Eugenio Pacelli, cardenal del títol de Ss. Giovanni e Paolo, secretari d'estat, prefecte de la Congregació d'Afers Extraordinaris i camarlenc, el qual adoptà el nom de Pius XII.

## Cardenals convocats
Aquesta llista dels cardenals convocats està ordenada per continents; dintre de cada continent per data del consistori en el qual foren creats cardenals, i dintre de cada consistori, per ordre de prelació. De cada cardenal s'indica el bisbat suburbicari, el títol o la diaconia, a més dels càrrecs que ocupava (vigents, emèrits i/o anteriors) en el moment de la convocatòria del conclave:

### Amèrica
- Denis Dougherty, cardenal del títol de Ss. Nereo ed Achilleo (1921), arquebisbe de Filadèlfia, Pennsilvània, abans bisbe de Nueva Segovia i de Jaro, Filipines, i de Buffalo,
- George William Mundelein, cardenal del títol de S. Maria del Popolo (1924), arquebisbe de Chicago, Illinois, abans bisbe de Brooklyn,
- Sebastião Leme da Silveira Cintra, cardenal del títol de Ss. Bonifacio ed Alessio (1930), arquebisbe de Rio de Janeiro, abans bisbe titular d'Ortosia di Fenicia i auxiliar de Rio, arquebisbe d'Olinda i Recife, Pernambuco, i arquebisbe titular de Farsala i coadjutor de Rio, successivament
- Jean-Marie-Rodrigue Villeneuve, O.M.I., cardenal del títol de S. Maria degli Angeli (1933), arquebisbe de Quebec, abans bisbe de Gravelbourg, Saskatchewan .
- Santiago Luis Copello, cardenal del títol de S. Girolamo degli Schiavoni (1935), arquebisbe de Buenos Aires, abans bisbe titular d'Aulona i auxiliar de La Plata i auxiliar de Buenos Aires, successivament .

### Àsia
- Ignace-Gabriel I Tappouni, cardenal del títol de Ss. XII Apostoli (1935), patriarca d'Antioquia dels Sirians, abans bisbe titular de Danaba i vicari patriarcal de Mardin, bisbe titular de Batne i vicari patriarcal d'Aleppo i patriarca d'aquesta darrere seu, successivament

### Europa
- Gennaro Granito Pignatelli di Belmonte, cardenal-bisbe d'Ostia i d'Albano, abans cardenal del títol de S. Maria degli Angeli (1911), degà del Col·legi Cardenalici, prefecte de la Congregació Cerimonial i gran prior del Sobirà Orde de Malta, abans arquebisbe titular d'Odessa i nunci a Bèlgica i a l'Imperi Austrohongarès
- Donato Raffaele Sbarretti Tazza, cardenal-bisbe de Sabina-Poggio Mirteto, abans cardenal del títol de S. Silvestro in Capite (1914), vicedegà del Col·legi Cardenalici, secretari de la Congregació del Sant Ofici, abans bisbe de L'Havana, Cuba, bisbe titular dÈfes, delegat apostòlic a les Filipines i al Canadà, successivament
- Tommaso Pio Boggiani, O.P., cardenal-bisbe de Porto-Santa Rufina i del títol in commendam de S. Lorenzo in Damaso, abans del títol de Ss. Quirico e Giulitta (1916), canceller de la Santa Església Romana, abans bisbe d'Adria i de Rovigo, arquebisbe titular d'Odessa i delegat apostòlic a Mèxic, i arquebisbe de Gènova, successivament
- Alessio Ascalesi, O.PP.S., cardenal del títol de S. Callisto (1916), arquebisbe de Nàpols, abans bisbe de Muro Lucano i arquebisbe de Benevent, successivament
- Adolf Bertram, cardenal del títol de S. Agnese fuori le Mura, abans cardenal in pectore (1916), arquebisbe de Breslau, abans bisbe de Hildesheim
- Francesc d'Assís Vidal i Barraquer, cardenal del títol de S. Sabina (1921), arquebisbe de Tarragona, abans bisbe titular de Pentacomia i administrador apostòlic de Solsona
- Michael von Faulhaber, cardenal del títol de S. Anastasia (1921), arquebisbe de Múnic i Freising, abans bisbe d'Espira
- Karl Josep Schulte, cardenal del títol de Ss. Quattro Coronati (1921), arquebisbe de Colònia, abans bisbe de Paderborn i administrador apostòlic d'Anhalt
- Giovanni Battista Nasalli Rocca di Corneliano, bisbe del títol de S. Maria in Traspontina (1923), arquebisbe de Bolonya, abans bisbe de Gubbio
- Enrico Gasparri, cardenal-bisbe de Velletri, abans del títol de S. Bartolomeo all'Isola (1925), prefecte del Tribunal de la Signatura Apostòlica, abans arquebisbe titular de Sebaste i nunci a Colòmbia i Brasil, successivament
- Alessandro Verde, cardenal del títol pro illa vice de S. Maria in Cosmedin (1925, secretari de la Congregació de Ritus
- Lorenzo Lauri, cardenal del títol de S. Pancrazio (1927), penitenciari major, abans arquebisbe titular d'Èfes i nunci al Perú i a Polònia, successivament
- Jozef-Ernest van Roey, cardenal del títol de S. Maria in Aracoeli (1927), arquebisbe de Malines
- August Hlond, S.D.B., cardenal del títol de S. Maria della Pace (1927), arquebisbe de Gniezno i Poznań, abans bisbe de Katowice
- Pedro Segura y Sáez, cardenal del títol de S. Maria in Trastevere (1927), arquebisbe de Sevilla, abans bisbe titular d'Apollonia i auxiliar de Valladolid, bisbe de Coria, arquebisbe de Burgos i arquebisbe de Toledo, successivament
- Jusztinian György Serédi, O.S.B., cardenal del títol de Ss. Andrea e Gregorio al Monte Celio (1927), arquebisbe d'Esztergom
- Alfredo Ildefonso Schuster, O.S.B., cardenal del títol de Ss. Silvestro e Martino ai Monti (1929), arquebisbe de Milà
- Manuel Gonçalves Cerejeira, cardenal del títol de Ss. Marcellino e Pietro (1929), patriarca de Lisboa, abans bisbe titular de Mitilene i auxiliar de Lisboa
- Eugenio Pacelli, cardenal del títol de Ss. Giovanni e Paolo (1929), secretari d'estat, prefecte de la Congregació d'Afers Extraordinaris i camarlenc, abans arquebisbe titular de Sardes i nunci a Baviera i a Alemanya, successivament. Va ser elegit papa amb el nom de Pius XII
- Luigi Lavitrano, cardenal del títol de S. Silvestro in Capite (1929), arquebisbe de Palerm, abans bisbe de Cava i Sarno, arquebisbe de Benevent i administrador apostòlic de Castellammare di Stabia, successivament
- Joseph MacRory, cardenal del títol de S. Giovanni a Porta Latina (1929), arquebisbe d'Armagh, abans bisbe de Down i Connors
- Jean Verdier, P.S.S., cardenal del títol de S. Balbina (1929), arquebisbe de París
- Francesco Marchetti Selvaggiani, cardenal-bisbe de Frascati, abans cardenal del títol de S. Maria Nuova (1930), vicari general de la diòcesi de Roma, abans arquebisbe titular de Seleucia in Isauria i nunci a Veneçuela i Àustria, successivament
- Raffaele Carlo Rossi, O.C.D., cardenal del títol de S. Prassede (1930), secretari de la Congregació Consistorial, abans bisbe de Volterra i arquebisbe titular de Tessalònica
- Achille Liénard, cardenal del títol de S. Sisto (1930), bisbe de Lilla i prelat nullius de la Mission de France
- Angeli Maria Dolci, cardenal-bisbe de Palestrina, abans cardenal del títol de S. Maria della Vittoria (1933), arxipreste de la Basílica de Santa Maria Major, abans bisbe de Gubbio, arquebisbe d'Amalfi, delegat apostòlic a Constantinoble, arquebisbe titular de Gerapoli i nunci a Bèlgica i a Romania, successivament
- Pietro Fumasoni Biondi, cardenal del títol de S. Croce in Gerusalemme (1933), prefecte de la Congregació de Propaganda Fide, abans arquebisbe titular de Doclea i delegat apostòlic a les Índies Orientals, al Japó i als Estats Units d'Amèrica, successivament
- Federico Tedeschini, cardenal del títol de S. Maria della Vittoria, abans cardenal in pectore (1933), datari papal, abans arquebisbe titular de Naupacte, nunci a Espanya i arxipreste de la Basílica de Sant Pere del Vaticà, successivament
- Maurilio Fossati, O.Ss.C.G.N., cardenal del títol de S. Marcello (1933), arquebisbe de Torí, abans bisbe de Nuoro, administrador apostòlic d'Ogliastra i arquebisbe de Sàsser, successivament
- Carlo Salotti, cardenal del títol de S. Bartolomeo all'Isola i abans cardenal in pectore (1933), prefecte de la Congregació de Ritus, abans arquebisbe titular de Filippopoli di Tracia i secretari de la Congregació de Propaganda Fide
- Elia Dalla Costa, cardenal del títol de S. Marco (1933), arquebisbe de Florència, abans bisbe de Pàdua
- Theodor Innitzer, cardenal del títol de S. Crisogono (1933), arquebisbe de Viena i administrador apostòlic de Burgenland
- Enrico Sibilia, cardenal del títol de S. Maria Nuova (1935, nunci a Àustria, abans arquebisbe titular de Side i internunci a Xile
- Francesco Marmaggi, cardenal del títol de S. Cecilia (1935), nunci a Polònia, abans arquebisbe titular d'Adrianopoli di Emimonto i nunci a Txecoslovàquia
- Luigi Maglione, cardenal del títol de S. Pudenziana (1935), prefecte de la Congregació del Concili, abans arquebisbe titular de Cesarea di Palestina i nunci a França
- Carlo Cremonesi, cardenal del títol de S. Lorenzo in Lucina (1935), prelat nullius emèrit de Pompeia, abans arquebisbe titular de Nicomèdia i almoiner de Sa Santedat
- Alfred-Henri-Marie Baudrillart, Orat., cardenal del títol de S. Bernardo alle Terme (1935), nunci extraordinari, abans bisbe titular d'Hemeria i arquebisbe titular de Melitene, membre de l'Acadèmia Francesa i comandant de la Legió d'Honor
- Emmanuel-Célestin Suhard, cardenal del títol de S. Onofrio (1935), arquebisbe de Reims, abans bisbe de Bayeux i Lisieux
- Karel Kašpar, cardenal del títol de Ss. Vitale, Valeria, Gervasio e Protasio (1935), arquebisbe de Praga, abans bisbe titular de Betsaida i bisbe sede plena de Hradec Králové
- Isidre Gomà i Tomàs, cardenal del títol de S. Pietro in Montorio (1935), arquebisbe de Toledo, abans bisbe de Tarassona i administrador apostòlic de Tudela
- Pietro Boetto, S.J., cardenal del títol pro illa vice de S. Angelo in Pescheria (1935, arquebisbe de Gènova
- Camillo Caccia Dominioni, cardenal-diaca de S. Maria in Dominica (1935), protodiaca.
- Nicola Canali, cardenal-diaca de S. Nicola in Carcere (1935), secretari de la Congregació Cerimonial
- Domenico Jorio, cardenal-diaca de S. Apollinare (1935), secretari de la Congregació per a la Disciplina dels Sagraments
- Vincenzo La Puma, cardenal-diaca de Ss. Cosma e Damiano (1935), pro-prefecte de la Congregació per als Religiosos
- Federico Cattani Amadori, cardenal-diaca de S. Maria in Aquiro (1935), secretari del Tribunal de la Signatura Apostòlica
- Masimo Massimi, cardenal-diaca de S. Maria in Portico Campitelli (1935), president de la Pontificia Comissió per a la Codificació del Dret Canònic Oriental
- Domenico Mariani, cardenal-diaca de S. Cesareo in Palatio (1935), president de l'Administració per a la Salut de la Santa Seu, vicepresident econòmic dels dicasteris
- Eugène Tisserant, cardenal del títol pro illa vice de Ss. Vito, Modesto e Crescenzia (1936), secretari de la Congregació per a les Esglésies Orientals, abans arquebisbe titular d'Iconio
- Giovanni Mercati, cardena-diaca de S. Giorgio in Velabro (1936), bibliotecari i arxiver de la Santa Església Romana
- Adeodato Giovanni Piazza, O.C.D., cardenal del títol de S. Prisca (1937), patriarca de Venècia, abans arquebisbe de Benevent
- Ermenegildo Pellegrinetti, cardenal del títol de S. Lorenzo in Panisperna (1937), nunci al Regne dels Serbis, Croats i Eslovens, abans arquebisbe titular d'Adana
- Arthur Hinsley, cardenal del títol de S. Susanna (1937), arquebisbe de Westminster, abans bisbe titular de Sebastopoli i visitador apostòlic a l'Àfrica Britànica, arquebisbe titular de Sardes i delegat apostòlic a Egipte, Congo Belga i Sud-àfrica, successivament
- Pierre-Marie Gerlier, cardenal del títol de Ssma. Trinità al Monte Pincio (1937), arquebisbe de Lió, abans bisbe de Tarbes i Lorda

### Resum
| D'Àfrica  | Cap          |
| D'Amèrica | 6 cardenals  |
| D'Àsia    | 1 cardenals  |
| D'Europa  | 55 cardenals |
| D'Oceania | Cap          |
| Total     | 62 cardenals |

Dels quals
- 6 eren cardenals-bisbes (Europa 6)
- 48 eren cardenals-preveres o de títol (Amèrica 13; Àsia 1; Europa 34)
- 8 eren cardenals-diaques (Europa 8)